# ديفيد لونا سانشيز
ديفيد لونا سانشيز (بالإسبانية: David Luna)‏ هو محامي وسياسي كولومبي، ولد في 27 فبراير 1975 في بوغوتا في كولومبيا. حزبياً، نشط في الحزب الليبرالي الكولومبي.